# Franz Keil (politik)
Franz Keil (23. prosince 1830 Mittersill – 25. června 1909 Salcburk) byl rakouský právník a politik německé národnosti, v 2. polovině 19. století poslanec Říšské rady.

## Biografie
V roce 1853 maturoval na státním gymnáziu v Salcburku. V letech 1853–1857 studoval práva na Univerzitě v Innsbrucku. V roce 1859 získal titul doktora práv. Téhož roku nastoupil jako auskultant k okresnímu soudu do tyrolského Silzu. Od roku 1860 byl praktikantem u zemského soudu v Innsbrucku a v letech 1861–1868 advokátním koncipientem v Salcburku. Následně od roku 1869 až do své smrti 1909 vykonával profesi soudního a dvorního advokáta v Salcburku.
Byl veřejně a politicky činný. V roce 1873 se stal předsedou liberálního spolku v Salcburku. Od roku 1871 byl poslancem Salcburského zemského sněmu. Zůstal jím až do roku 1902. Zastupoval kurii obchodních a živnostenských komor, pouze ve volebním období 1878–1884 byl poslancem za městskou kurii (obvod město Salcburk). V letech 1872–1889 a 1898–1901 byl náhradníkem zemského výboru, v letech 1889–1897 a 1901–1902 řádným členem zemského výboru. Patřil k německým liberálům (tzv. Ústavní strana).
Byl i poslancem Říšské rady (celostátního parlamentu Předlitavska), kam ho poprvé vyslal zemský sněm v roce 1871 (Říšská rada byla tehdy ještě volena nepřímo zemskými sněmy). Zastupoval kurii obchodních a živnostenských komor v Salcbursku. Uspěl i v prvních přímých volbách roku 1873 za kurii obchodních a živnostenských komor a městskou v Salcbursku. Mandát zde obhájil ve volbách roku 1879, volbách roku 1885 a volbách roku 1891. V roce 1873 se uvádí jako Dr. Franz Keil, advokát, bytem Salcburk.
V roce 1879 se uvádí jako ústavověrný poslanec. Na Říšské radě se v říjnu 1879 uvádí jako člen mladoněmeckého Klubu sjednocené Pokrokové strany (Club der vereinigten Fortschrittspartei). Od roku 1881 byl členem klubu Sjednocené levice, do kterého se spojilo několik ústavověrných (liberálně a centralisticky orientovaných politických proudů). Za tento klub uspěl i ve volbách roku 1885. Po rozpadu Sjednocené levice přešel do frakce Německorakouský klub. V roce 1890 se uvádí jako poslanec obnoveného klubu německých liberálů, nyní oficiálně nazývaného Sjednocená německá levice. I ve volbách roku 1891 byl na Říšskou radu zvolen za klub Sjednocené německé levice.
Byl mu udělen Řád Františka Josefa. Město Mittersill mu udělilo čestné občanství. Zemřel v červnu 1909 po několikatýdenním onemocnění.